# Jacobus van Noordt
Jacobus van Noordt (circa 1620 – Amsterdam, 29 december 1680) was een Nederlands blokfluitist, organist en componist.
Vader Sybrandt van Noordt (overleden 1654 in Amsterdam) was organist en klokkenist in Utrecht. Jacobus was broer van de veel bekendere Anthonie van Noordt, die hem opvolgde als organist van de Nieuwe Zijdskapel. Jacobus huwde rond 1648 met Elsje Corvers, hetgeen begeleid werd door een gedicht van Reyer Anslo ("Van Noordt, te voren noit geraakt"). Zoon Sybrandt van Noordt junior volgde zijn vader op als organist. Dochter Johanna trouwde met organist Dirck Scholl. Een andere broer van Jacobus en Anthonie Jan van Noordt was kunstschilder.
Hij was vanaf 1637 tot 1639 organist te Arnhem en vanaf dan organist van de Nieuwezijds Kapel. Hij volgde ongeveer twintig jaar oud in 1652 Dirk Janszoon Sweelinck op als organist van de Oude Kerk, zeer tegen de zin van de familie Sweelinck. Hij was ook beiaardier van de Beurstoren (1656-1659). In al die jaren was hij ook bespeler van de blokfluit. Hij was betrokken bij de modernisering van het orgel van de Oude Kerk. Voorts reorganiseerde het de concertvorm; hij schakelde in overleg met de gemeente Amsterdam instrumentalisten en zangers in en gaf ook wel openluchtconcerten.
Er waren in de jaren tachtig negen werken van hem bekend, alle opgenomen in de bundel t Uitnement Kabinet, originele druk 1646-1655 met een heruitgave in 1973). Ander werk gaven het idee dat hij een zeer behoudend componist was, dat in tegenstelling tot bijvoorbeeld  Jan Pieterszoon Sweelinck (toch een eerdere generatie), de vader van Dirk, en Pieter de Vois.
Als organist van de Oude Kerk was hij een van de keurders van een nieuw geplaatst orgel in de Nieuwe Kerk, die keurwerkzaamheden verrichtte hij ook buiten de stad.
Het rond 1648 gesloten huwelijk met Corver, dochter van een zeepzieder Pieter Corver en de regentendochter Claesje Courten, leverde problemen op. Zij was rooms-katholiek, hij hervormd. Hij dreigde over te stappen naar het roomse geloof, de gereformeerde raad greep is en Elsje Corver werd gereformeerd. Het stel ging wonen in een pand aan de Oudezijds Achterburgwal, dat in het bezit was van de familie Corver. Door de financiële situatie kon hij allerlei activiteiten ontwikkelen (zoals handel in bier en wijn). In 1669 overleed Claesje Corver en die had per testament bepaald, dat haar financiële middelen bij haar zoon Cornelis terecht kwamen. Jacobus en Elsje konden zich nog enige tijd redden, maar toch kwam de familie in de problemen. Het liep in 1671 uit op een situatie gelijk aan faillissement. Er moest overleg gevoerd worden met schuldeisers etc.; pas na vijf jaar vond afwikkeling plaats; schuldeisers kregen maar weinig van hun uitstaande gelden terug. Ondertussen liet Jacobus zijn loopbaan versloffen; hij kwam niet altijd opdagen bij doordeweekse verplichtingen. In 1679 vroeg hij ontslag aan, dat hem in oktober 1679 werd verleend (hij zou toen ongeveer 63 zijn geweest).
1680 werd een rampjaar voor de familie. Dochter Margaretha overleed in het voorjaar; in december werd Elsje begraven en in dezelfde maand overleed Jacobus en werd in januari 1681 begraven in een familiegraf in de Nieuwe Kerk.